# Kanton Saint-Quentin-1

Gemeinden des Kantons

Der Kanton Saint-Quentin-1 ist ein französischer Wahlkreis im Département Aisne in der Region Hauts-de-France. Er umfasst 25 Gemeinden im Arrondissement Saint-Quentin. Durch die landesweite Neuordnung der französischen Kantone wurde er 2015 neu geschaffen.

## Gemeinden
Der Kanton besteht aus 25 Gemeinden und Gemeindeteilen mit insgesamt 28.156 Einwohnern (Stand: 1. Januar 2022) auf einer Gesamtfläche von 174,53 km²:
| Gemeinde               | Einwohner 1. Januar 2022 | Fläche km² | Dichte Einw./km² | Code INSEE | Postleitzahl |
| ---------------------- | ------------------------ | ---------- | ---------------- | ---------- | ------------ |
| Attilly                | 345                      | 11,81      | 29               | 02029      | 02490        |
| Beauvois-en-Vermandois | 257                      | 7,51       | 34               | 02060      | 02590        |
| Caulaincourt           | 144                      | 5,96       | 24               | 02144      | 02490        |
| Douchy                 | 159                      | 5,05       | 31               | 02270      | 02590        |
| Étreillers             | 1.176                    | 8,69       | 135              | 02296      | 02590        |
| Fayet                  | 711                      | 5,86       | 121              | 02303      | 02100        |
| Fluquières             | 198                      | 5,24       | 38               | 02317      | 02590        |
| Foreste                | 164                      | 4,94       | 33               | 02327      | 02590        |
| Francilly-Selency      | 512                      | 5,43       | 94               | 02330      | 02760        |
| Germaine               | 84                       | 4,54       | 19               | 02343      | 02590        |
| Gricourt               | 1.000                    | 9,92       | 101              | 02355      | 02100        |
| Holnon                 | 1.350                    | 6,37       | 212              | 02382      | 02760        |
| Jeancourt              | 253                      | 5,82       | 43               | 02390      | 02490        |
| Lanchy                 | 38                       | 3,69       | 10               | 02402      | 02590        |
| Le Verguier            | 215                      | 4,28       | 50               | 02782      | 02490        |
| Maissemy               | 233                      | 8,17       | 29               | 02452      | 02490        |
| Pontru                 | 281                      | 14,98      | 19               | 02614      | 02490        |
| Pontruet               | 352                      | 6,75       | 52               | 02615      | 02490        |
| Roupy                  | 238                      | 5,90       | 40               | 02658      | 02590        |
| Saint-Quentin          | 18.387                   | 7,23       | 2.543            | 02691      | 02100        |
| Savy                   | 612                      | 7,49       | 82               | 02702      | 02590        |
| Trefcon                | 81                       | 4,02       | 20               | 02747      | 02490        |
| Vaux-en-Vermandois     | 142                      | 3,85       | 37               | 02772      | 02590        |
| Vendelles              | 122                      | 5,28       | 23               | 02774      | 02490        |
| Vermand                | 1.102                    | 15,75      | 70               | 02785      | 02490        |
| Kanton Saint-Quentin-1 | 28.156                   | 174,53     | 161              | 0213       | –            |

1. ↑   Nur der nordwestliche Teil der Gemeinde, der Rest verteilt sich auf die Kantone Saint-Quentin-2 und Saint-Quentin-3.

## Politik
| Vertreter im Départementsrat | Vertreter im Départementsrat         | Vertreter im Départementsrat |
| Amtszeit                     | Namen                                | Partei                       |
| ---------------------------- | ------------------------------------ | ---------------------------- |
| 2015–2021                    | Colette Blériot Jean-Pierre Boniface | LR                           |
| 2021–                        | Colette Blériot Jean-Pierre Locquet  | LR                           |